# Stříbření

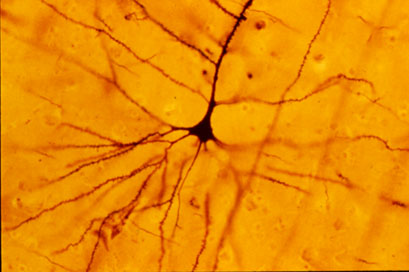
Pyramidová buňka

Stříbření je metoda barvení preparátu tkáně a gelů za užití stříbra. Používá se pro barvení bílkovin, sacharidů, DNA a RNA v polyakrylamidových gelech.
Buňky se rozdělují na argentaffiny, které redukují rozpuštěné stříbro po fixaci formalínem, a argyrofily, které redukují stříbro vystavením barviva obsahující redukční činidlo. Metoda je 10–100× citlivější než barvení Coomassie Brilliant Blue. Principem je vazba stříbrných iontů na merkaptanové a karboxylové skupiny některých aminokyselin, proto ji nelze považovat za metodu plně kvantitativní. Rozděluje se na kyselé metody na bázi vodného roztoku AgNO₃ a na alkalické metody na bázi diamminkomplexů.